# The Visitor (Arena)
The visitor is het vierde muziekalbum van de Britse band Arena.

## Inleiding
De leider van die band, Clive Nolan, had al bij het verschijnen van het vorige studioalbum, Pride, aangekondigd dat het volgend album een conceptalbum zou worden. Dat er sprake is van een conceptalbum is goed te horen in de muziek, dezelfde muzikale motieven komen over het hele album voor. Voor wat betreft de tekst ligt dat moeilijker. Nolan heeft zich er nooit publiekelijk over uitgelaten of er wat dat betreft ook sprake is van een conceptalbum. Dat achterwege laten van verder informatie hierover heeft ertoe geleid dat er meerdere theorieën zijn. De eerste is dat het draait om Bijbelverhalen, men verwijst er dan naar dat op de eerste twee albums Nolan ook Bijbelse onderwerpen aankaartte. Een tweede theorie is dat het gaat om een gedesillusioneerde man die door het ijs zakt (letterlijk), dreigt te verdrinken en zijn leven aan zich voorbij ziet komen en vervolgens door The visitor wordt gered. De niet al te vrolijke teksten leiden naar desillusie, teleurstelling en dood, maar onduidelijk blijft wie The visitor dan zal zijn.
De muziek van Arena ondervond in de aanloop naar dit album een wijziging. Men liet de stijl van Marillion deels los en kwam met steviger muziek, men vermoedt onder invloed van de gitarist John Mitchell. Doorvoor werkte de band vijf maanden in een soort snelkookpan. Tijdens de opnamen werkte de band nog aan nieuwe muziek en teksten, hetgeen leidde tot stress en toenemende meningsverschillen.
Het album werd binnen de kringen van de progressieve rock bijzonder goed ontvangen. De Dutch Progressive Rock Page riep het uit tot het beste album van 1998 binnen het genre met 9,25 punten uit 10. De fans konden hun hart ophalen aan onder meer:
- centraal thema binnen de muziek;
- het album laat alle tracks (behalve de laatste) in elkaar overvloeien;
- het begin van het album klinkt hetzelfde als het slot van het album;
- zware mellotrongeluiden, de mellotron was in erbarmelijke staat overgenomen van IQ;
- de gitaarklanken lieten behalve de eigen stijl ook de stijl horen van David Gilmour (Pink Floyd) en Mike Rutherford (Genesis ten tijde van ...And then there were three...).

Planetmellotron, een site gespecialiseerd in albums waarop de mellotron gebruikt wordt, was minder enthousiast (3 punten uit 5).
Arena moest daarna hard werken om dit hoogtepunt in hun oeuvre te benaderen, aldus IO Pages in 2019.

### Musici
- Paul Wrightson – zang (laatste album met Arena)
- John Mitchell – gitaar
- John Jowitt – basgitaar (voorlopig laatste album met Arena)
- Clive Nolan – toetsinstrumenten
- Mick Pointer – slagwerk

### Muziek
| Nr. | Titel                     | Duur |
| --- | ------------------------- | ---- |
| 1.  | A crack in the ice        | 7:25 |
| 2.  | Pins and needles          | 2:46 |
| 3.  | Double vision             | 4:25 |
| 4.  | Elea                      | 2:36 |
| 5.  | The hanging tree          | 7:10 |
| 6.  | A state of grace          | 3:26 |
| 7.  | Blood red room            | 1:48 |
| 8.  | In the blink of an eye    | 5:29 |
| 9.  | (Don't forget to) Breathe | 3:40 |
| 10. | Serenity                  | 2:10 |
| 11. | Tears in the rain         | 5:44 |
| 12. | Enemy without             | 5:05 |
| 13. | Running from Damascus     | 3:45 |
| 14. | The visitor               | 6:14 |

Double vision, hier over tweestrijd tussen geloof en daaruit stappen, werd later een albumtitel.

## The Visitor revisited
Na het verschijnen van het album ging de band op tournee. Daarbij werd de zanger vervangen door Rob Sowden. Om hem enigszins wegwijs te maken in de muziek en teksten werd een aantal repetities gehouden. Tevens werden er opnamen gemaakt van een aantal akoestische versies, waarbij de nieuwe zanger zijn kunnen kon tonen. Deze opnamen werden in 1999 uitgegeven op een fanclub-cd, die ook materiaal bevatte van het optreden dat de band verzorgde in Paradiso 29 november 1998. De liveopnamen zijn van bootlegkwaliteit maar rechtstreeks vanaf de mengtafel gemaakt.

### Musici
- Rob Sowden – zang
- John Mitchell – gitaar
- John Jowitt – basgitaar
- Clive Nolan – toetsinstrumenten
- Mick Pointer - slagwerk

### Muziek
| Nr. | Titel                                   | Duur |
| --- | --------------------------------------- | ---- |
| 1.  | Medusa (akoestisch)                     |      |
| 2.  | Pins and needles (akoestisch)           |      |
| 3.  | (Don’t forget to ) Breathe (akoestisch) |      |
| 4.  | Tears in the rain (akoestisch)          |      |
| 5.  | Crying for help IV (akoestisch)         |      |
| 6.  | Double vision (live)                    |      |
| 7.  | Elea (live)                             |      |
| 8.  | The hanging tree (live)                 |      |
| 9.  | Jericho (live)                          |      |
| 10. | Solomon (live)                          |      |
| 11. | Enemy without (live)                    |      |